# Теория X и теория Y
Теория X и теория Y са теории за човешката мотивация създадени и развити от Дъглас Макгрегър през 60-те години. Теориите се използват в управлението на човешките ресурси, организационното поведение, организационната комуникация и развитие. Те описват две много различни нагласи към мотивацията на работната сила. Макгрекър смята, че компаниите следват единия от двата подхода. Също така мисли, че ключът към свързването на самоактуализацията с работа е детерминиран от доверието на ръководството спрямо подчинените.

## Теория X
В тази теория, която много мениджъри практикуват, мениджмънта предполага, че на работниците е присъща мързеливостта и ще избегнат работата си, ако могат. Тази теория се базира на идеята, че хората по природа са мързеливи и трябва да бъдат допълнително стимулирани и санкционирани, за да изпълняват задълженията си. На тях им е вътрешно присъщо да не харесват работата. Поради това работниците се нуждаят от близка супервизия и добра система за контрол.

## Теория Y
В тази теория мениджърството предполага, че работниците може би са амбициозни и самомотивиращи се и упражняват самоконтрол. Теорията се основава на идеята, че хората по природа са отговорни и трябва да им се има доверие. Поради тази идея и Макгрегър смята, че мениджърите не трябва да пресират служителите, а напротив – да им дадат възможност за креативна изява. Вярва се, че работниците се наслаждават на техните душевни и физически задължения. Според Папа, да работят за тях е толкова естествено, колкото да играят. Те притежават способността за творческо решаване на проблемите, но талантите им са недоизползвани в повечето организации. Ако им се дадат правилните условия, според мениджърите на тази теория работниците ще се научат да приемат отговорността.